# Zvenyhorodka
Zvenyhorodka (em ucraniano:   Звенигородка; em russo:   Звенигородка; em polonês/polaco:   Zwinogródka) é uma cidade da Ucrânia, situada no Oblast de Tcherkássi. Tem 20,8 km² de área e sua população em 2020 foi estimada em 16.643 habitantes.